# 特里普灣
特里普灣（英語：Tripp Bay）是南極洲的海灣，位於維多利亞地沿岸，由英國探險隊首次繪入地圖，以海灣內的特里普島命名，現時由南極條約體系管理。
76°37′S 162°44′E / 76.617°S 162.733°E